# آدم ميدوز
آدم ميدوز (بالإنجليزية: Adam Meadows)‏ هو لاعب كرة قدم أمريكية أمريكي، ولد في 25 يناير 1974 في بودر سبرينغز في الولايات المتحدة.

## وصلات خارجية
- آدم ميدوز على موقع مرجع كرة القدم المحترفة.كوم (الإنجليزية)